# Pakomale
Pakomale was een inheems dorp in het ressort Coeroenie in het uiterste zuiden van het Surinaamse district Sipaliwini.
Pakomale lag aan een inheems looppad vanaf de Sipaliwinirivier, tussen Sikima en Soeli.